# Dorfkirche Langengrassau

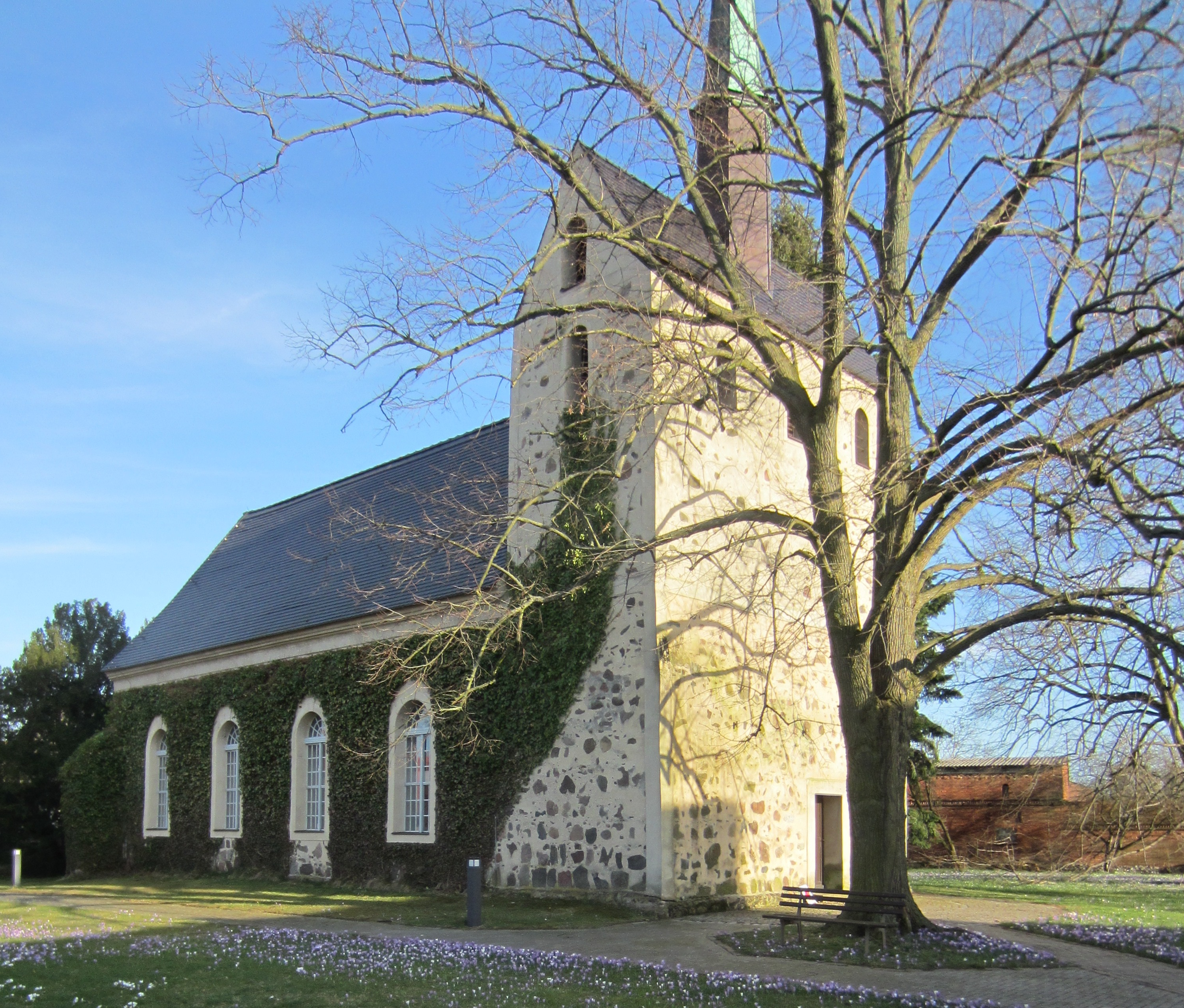
Dorfkirche Langengrassau

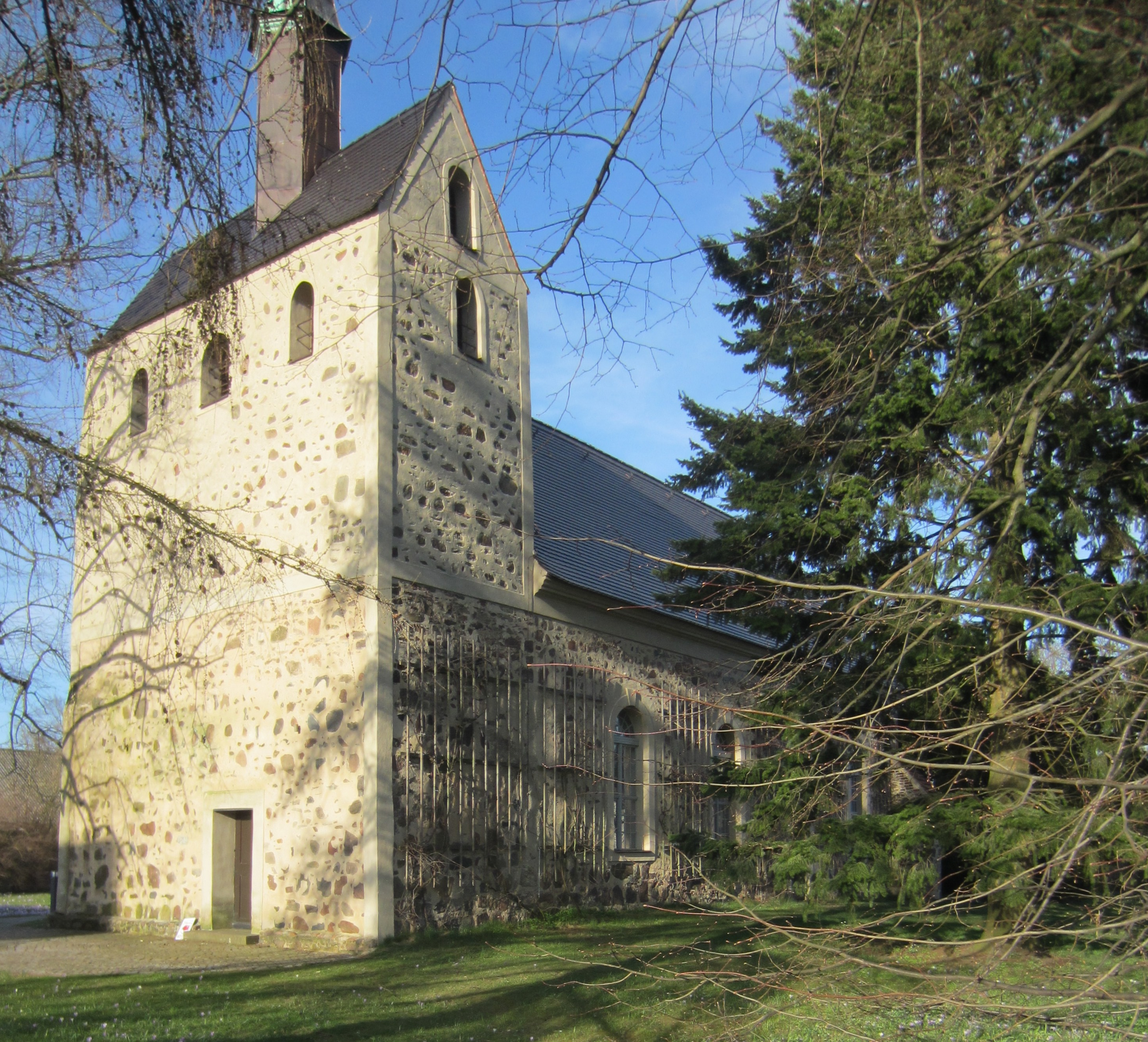
Südwestansicht

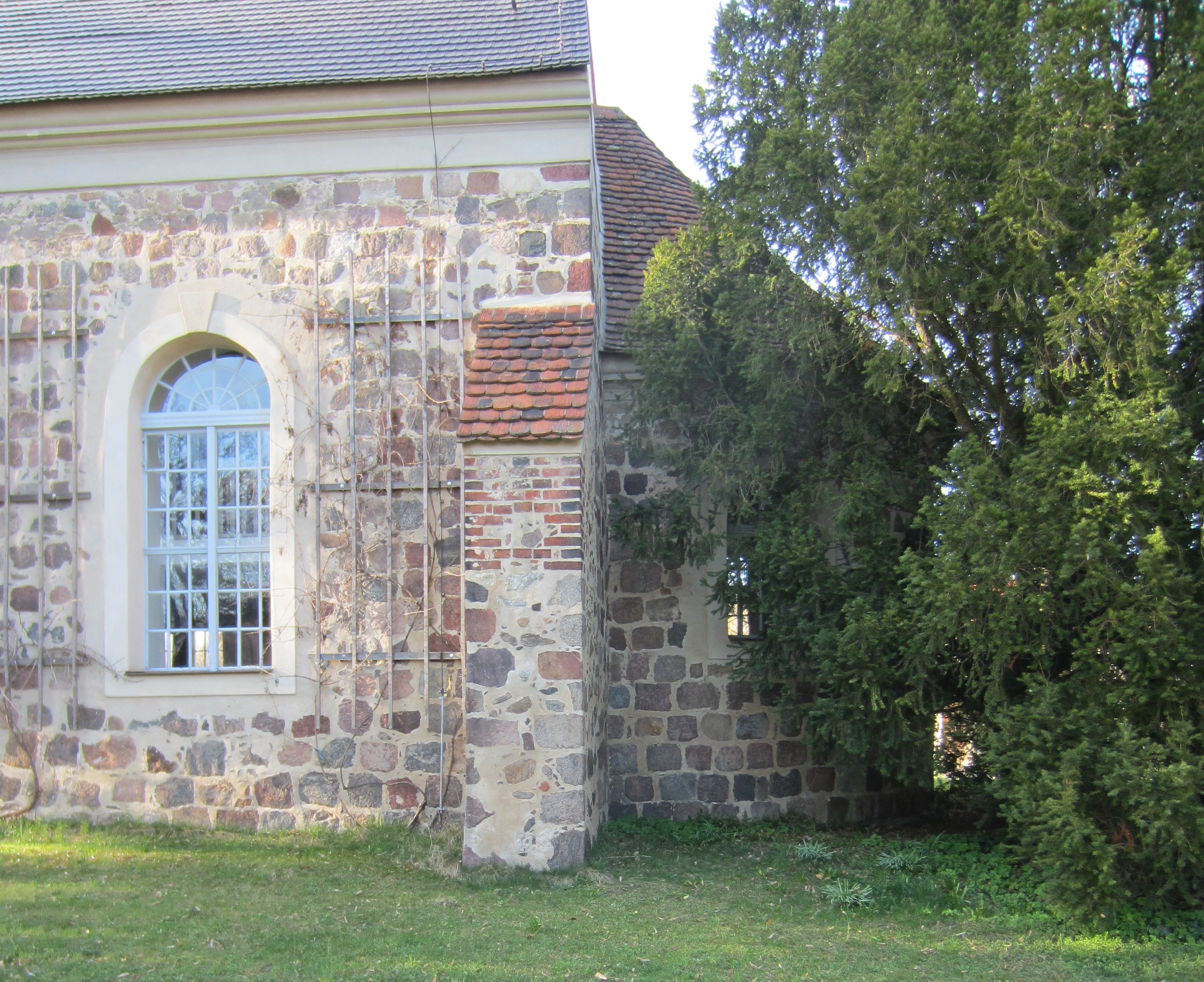
Südansicht mit Apsis

Die evangelische Dorfkirche Langengrassau ist eine ursprünglich spätromanische Feldsteinkirche im Ortsteil Langengrassau der Gemeinde Heideblick im Landkreis Dahme-Spreewald in Brandenburg. Sie gehört zur Kirchengemeinde Langengrassau im Pfarrsprengel Gehren im Kirchenkreis Niederlausitz der Evangelischen Kirche Berlin-Brandenburg-schlesische Oberlausitz und ist eine offene Kirche.

## Geschichte und Architektur
Dir Dorfkirche Langengrassau ist ein spätromanischer Saalbau aus Feldsteinquadern aus der ersten Hälfte des 13. Jahrhunderts mit Apsis und querrechteckigem Westturm in Schiffsbreite und wurde um 1300 vollendet. In den Jahren 1818–1820 wurde die Kirche erneuert, wobei unter anderem das Schiff erhöht und große Rundbogenfenster eingebrochen wurden. Die Apsis erhielt dabei ein Walmdach. Durch diese Umgestaltung im klassizistischen Stil hat die romanische Kirche eine gewisse Ähnlichkeit mit einem Schloss erhalten. Restaurierungen fanden in den Jahren 1964 und 2006–2008 statt. 
In den Obergeschossen des Westturms ist das Mauerwerk unregelmäßiger gefügt und vermutlich etwas jünger. Der Turm hat rundbogige Schallöffnungen und wird durch ein Quersatteldach mit einem schlanken Dachreiter vom Anfang des 17. Jahrhunderts abgeschlossen. Das Innere wurde 1818/20 klassizistisch überformt. Es wird durch eine Muldendecke mit gemalten Kassetten und Stuckrosetten in deren Mitte gedeckt. Eine dreiseitige Empore ist über toskanischen Holzstützen erbaut. In der Apsis befindet sich eine Halbkuppel.

## Ausstattung
Die Ausstattung stammt ebenfalls einheitlich aus der Zeit um 1820. Hauptstück ist der in die Apsisöffnung eingebaute Kanzelaltar mit rundem Kanzelkorb zwischen Doppelsäulen, unter denen seitliche Durchgänge hindurchführen. Eine sechseckige neugotische Taufe wurde aus Gusseisen gefertigt und zeigt einen von Fialen eingefassten Deckel. Der Orgelprospekt hat einen Flachgiebel über Pilastern. Ein klassizistischer sechsarmiger Kronleuchter ist aus vergoldetem Holz gefertigt. Zwei Gemälde aus Waltersdorf bei Luckau aus dem späten 17. Jahrhundert zeigen Maria und Johannes vor einem Stadtpanorama und die Auferstehung. Beide wurden 1934 aufgefunden und kurz danach restauriert.
Die Orgel ist ein Werk von Friedrich Traugott Kayser aus dem Jahr 1820 mit elf Registern auf einem Manual und Pedal, das 1992 durch Fahlberg Orgelbau restauriert wurde.
| Manual C–f3 |       |  |
| Principal   | 8′    |  |
| Gedact      | 8′    |  |
| Flöte       | 8′    |  |
| Gamba       | 8′    |  |
| Octave      | 4′    |  |
| Flöte       | 4′    |  |
| Principal   | 2′    |  |
| Cornett III | ab c0 |  |
| Cymbel II   |       |  |

| Pedal C–c1 |     |  |
| Subbaß     | 16′ |  |
| Violonbaß  | 8′  |  |

Koppeln
Pedalkoppel